# Mabel Thwaites Rey
Mabel Thwaites Rey (Buenos Aires, 22 de febrero de 1957) es abogada recibida de la Universidad de Buenos Aires, Magíster en Administración Pública y Doctora por la Universidad de Buenos Aires, con especialización en derecho político-teoría del estado. Cursó la Maestría en Ciencias Sociales de Facultad Latinoamericana de Ciencias Sociales. Es Profesora Titular Regular de las materias Sociología Política y Administración y Políticas Públicas, ambas de la Carrera de Ciencia Política, Facultad de Ciencias Sociales de la Universidad de Buenos Aires. Dirige el Instituto de Estudios para América Latina y el Caribe (IEALC) de la Facultad de Ciencias Sociales de la Universidad de Buenos Aires. Se especializa en temas derecho político y teorías del estado. Estudios sobre Políticas Públicas, Reforma del Estado, Reformas Neoliberales en América Latina y Argentina, Ajuste estructural y Privatizaciones.

## Trayectoria profesional
Dirigió el proyecto UBACyT “Las disputas hegemónicas en América Latina del siglo XXI: miradas desde la actividad estatal”, los Proyectos de Investigación de UBACyT “El Estado argentino post crisis de 2001: ¿ruptura o continuidad con el neoliberalismo?” (2011-2014),”Nuevos (y viejos) dilemas del Estado en América Latina” (2008-2010), “Política y técnica en los procesos de reforma del Estado: hacia un diseño alternativo” (2004-2007) y “El estado argentino: balance y comparación de las reformas de primera y segunda generación” (2001-2003).
Co-coordina el Grupo de Trabajo de CLACSO “Alternativas contra hegemónicas desde el sur global” e integra el grupo de trabajo “Estados latinoamericanos: ruptura y restauración”; también tuvo a su cargo la coordinación de los grupos de trabajo de CLACSO “El Estado en América Latina. Continuidades y Rupturas” (2014-2017) y “El Estado en América latina. Continuidades y rupturas” (2011-2014)
Es autora y coautora de numerosas publicaciones en libros y revistas nacionales y extranjeras sobre temas vinculados a la problemática teórica del Estado, reforma estatal y privatizaciones en la Argentina y en América Latina. Publicó los libros: Estados en disputa. Auge y fractura del Ciclo de Impugnación al Neoliberalismo en América Latina” (CLACSO-IEALC-Editorial El Colectivo, Buenos Aires, 2018); El Estado en América Latina. Continuidades y rupturas” (CLACSO-UARCIS. Santiago de Chile, 2012); Estado y marxismo: un siglo y medio de debates (Prometeo, Buenos Aires, 2008); Entre tecnócratas globalizados y políticos clientelistas. (Prometeo, Buenos Aires, 2005); La autonomía como búsqueda, el estado como contradicción (Prometeo, Buenos Aires, 2004); Fuera de control. La regulación residual de los servicios privatizados (Editorial Temas, Buenos Aires, 2003); La (des)ilusión privatista. El experimento neoliberal en la Argentina (EUDEBA, Buenos Aires, 2003); Alas rotas. La política de privatización y quiebra de aerolíneas argentinas (Editorial Temas, Buenos Aires, 2001) y Gramsci mirando al sur (Ediciones K&AI, Buenos Aires, 1994).

## Premios
- Premio INAP a la II Conferencia Internacional del Instituto Internacional de Ciencias Administrativas, Toluca, México, 27-30 de julio de 1993.[8]
- Premio de la Red Iberoamericana de Instituciones de Formación e Investigación en Gerencia Pública (RIGEP) y el Centro Latinoamericano de Administración para el Desarrollo (CLAD).[9]

## Libros publicados
- Estados en disputa. Auge y fractura del Ciclo de Impugnación al Neoliberalismo en América Latina, Hernán Ouviña y Mabel Thwaites Rey (Compiladores) – Editorial El Colectivo-CLACSO-IEALC, Buenos Aires, 2018
- El Estado en América Latina: Continuidades y rupturas, Mabel Thwaites Rey (Editora) – Editorial Arcis – CLACSO, Santiago de Chile, 2012
- Estado y Marxismo: Un siglo y medio de debates, Mabel Thwaites Rey (compiladora) – Prometeo, Buenos Aires, 2008.
- La autonomía como búsqueda, el Estado como contradicción, Mabel Thwaites Rey. Prometeo, Buenos Aires, 2004.
- Entre tecnócratas globalizados y políticos clientelistas. Derrotero del ajuste neoliberal en el Estado argentino, Mabel Thwaites Rey y Andrea López (editoras). Prometeo, Buenos Aires, 2005.
- Fuera de Control. La regulación residual de los servicios privatizados. Mabel Thwaites Rey y Andrea López, Temas, Buenos Aires, 2003.
- La (des)ilusión privatista. El experimento neoliberal en Argentina. Mabel Thwaites Rey. Eudeba, Buenos Aires, 2003.
- Alas rotas. La política de privatizaciones y quiebra de Aerolíneas Argentinas. Mabel Thwaites Rey. Temas, Buenos Aires, 2001.